# Польский Вудсток
Польский Вудсток (англ. Polish Woodstock, пол. Przystanek Woodstock, букв. «остановка Вудсток») — рок-фестиваль в Польше. Проводится ежегодно с 1995 года, в конце июля — начале августа и продолжается три дня — с пятницы по воскресенье.
Получил своё название в честь знаменитого Вудстокского фестиваля; название Польский Вудсток — «Woodstock Station» ассоциируется с миром, любовью и дружбой.
Основная музыкальная тема, как правило, рок, но жанры варьируются от фолка к экспериментальному и до металла. В последние годы также появились регги, электронная музыка и даже классическая музыка.
Организатором фестиваля является благотворительный фонд «Большой оркестр праздничной помощи» и его основатель Ежи Овсяк.
Организаторы позиционируют Польский Вудсток как «крупнейший в Европе фестиваль на открытом воздухе».
Девиз фестиваля: «Любовь, дружба и музыка».

## Проведение
Фестиваль проводится в конце июля — начале августа; как правило, фестиваль проводится в выходные дни, в два этапа с раннего утра до утра.
Каждый год в фестивале принимают участие около 30 музыкальных коллективов.
Концерты проходят на двух сценах.
Параллельно проводится множество других мероприятий: например, в «Академии величайшего искусства искусства» молодые люди могут встретиться с известными политиками (например, бывшим польским президентом Лехом Валенсой), артистами, журналистами, музыкантами и религиозными деятелями.
На Польском Вудстоке выступали такие группы и исполнители, как IRA, Myslovitz, Dżem, Acid Drinkers, 2TM2,3, The Stranglers, Papa Roach, The Prodigy, Guano Apes, Kontrust, Clawfinger, Найджел Кеннеди, Sabaton, Gentleman, Undrop, «Ленинград», Emir Kusturica & The No Smoking Orchestra.
Много польских групп выступают по несколько раз, в том числе IRA, Myslovitz, Dżem, Acid Drinkers, Lessdress и 2TM2.
Музыкальные группы с других стран также приглашаются ежегодно — Sabaton, The Stranglers, Papa Roach, The Prodigy, Guano Apes, Kontrust, Clawfinger, Nigel Kennedy, Gentleman, Korpiklaani и многие другие.
Продюсеры фестиваля также нацелены на продвижение новых талантов — перед фестивалем проводится конкурс, который дает возможность победителям выступить на фестивале.

## История
Первый фестиваль Польского Вудстока состоялся 15-16 июля 1995 в городе Чиманово (недалеко от Гневино), расположенном недалеко от озера Харновецкие. Среди исполнителей были Skankan, Żuki, Myslovitz, Ira и Urszula. Во время фестиваля не было продано ни одного алкогольного напитка.
Второй фестиваль состоялся в Щецине-Домби, Щецин в 1996 году. На этот раз первый «закон о запрете» Вудстока был частично отменен, и на фестивале начали продавать пиво.
Третий фестиваль состоялся 16-17 августа 1997 года в городе Жары, который стал постоянным местом проведения фестиваля до 2003 года. Сначала фестиваль планировалось провести в июле, но из-за наводнения 1997 года, которое коснулось большей части Польши, фестиваль был отложен до августа.
В 1998 году на фестивале выступили почти 50 групп; список группы включал Closterkeller, Akurat, Oddział Zamknięty, Kobranocka и Acid Drinkers. На фестивале присутствовали почти 150 000 человек.
Вудсток 1999 года был проведен 6-8 августа. Аудитория достигла почти 200 000 человек.
Фестиваль 2000 года планировалось провести в Лемборке, но через неопределенность разрешения и протеста местных комитетов (Komitet obrony Moralności — Комитет по защите нравственности) его пришлось отменить. Однако, более 1000 человек появились и организовали несанкционированный «рок-н-ролл-пикник» без каких-либо профессиональных музыкальных групп. Это событие позже было названо «Dziki Przystanek» («Дикая Остановка»).
В 2001 году Жары снова стал местом проведения фестиваля. Вудсток 2002 года был значительным. Он был снят на камеру, и кадры использовались для производства «Przystanek Woodstock. Najgłośniejszy Film Polski» («Остановка Вудсток. Самый громкий фильм в Польше»), концертный фильм, который был показан в кинотеатрах по всей стране в следующем году, а также принял участие в ряде международных кинофестивалей.
Вудсток 2003 года был последним, который проходил в городе Лары. Через споры, связанные с некоторыми инцидентами во время фестиваля, в котором принимал участие Ежи Овсяк, было решено, что Лары больше не будет местом проведения фестиваля.
С 2004 года фестиваль проходил в городе Костшин-над-Одрон.
В 2011 году был большой фестиваль с такими группами, как The Prodigy и Helloween. У полиции были проблемы с толпой во время выступления Prodigy, так как множество поклонников собралось в этом районе, чтобы услышать их выступление.
В этом году фестиваль посетили около 700 тыс. человек.
8 марта 2018 года название фестиваля было изменено на PolAndRock Festival; эта смена была мотивирована спорным лицензированием с агентством, представляемым Майклом Лангом. Новое название отражает как рок-н-ролльные корни события, так и прочные связи с наследием польского демократического движения. Организаторы фестиваля утверждают, что несмотря на то, что название фестиваля изменилось, характер мероприятия остается неизменным.

## Галерея

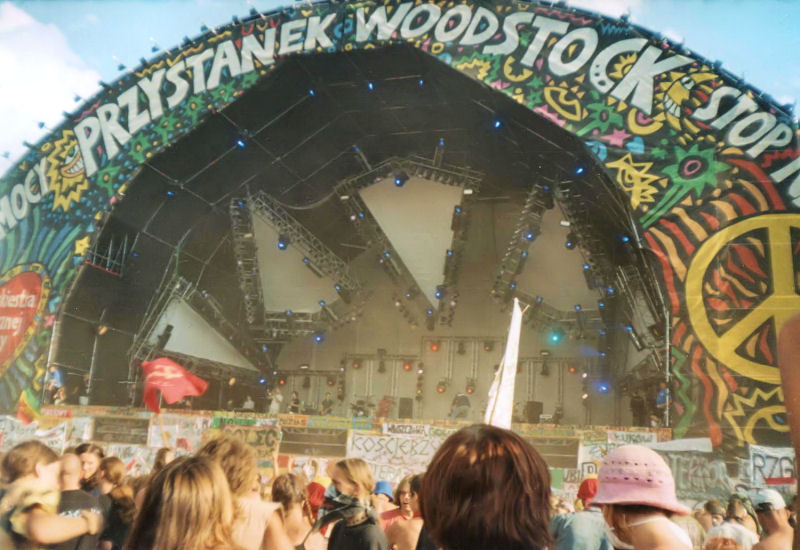
Польский Вудсток в 2003 году
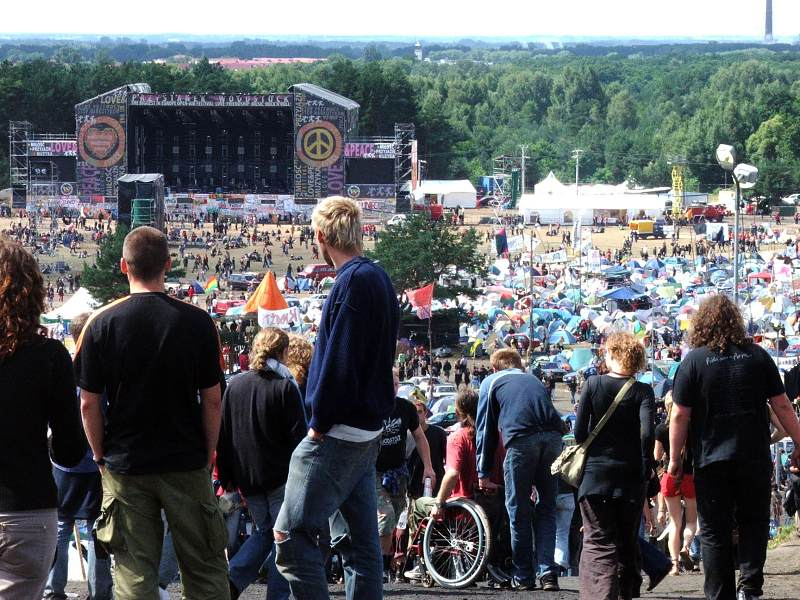
Польский Вудсток в 2005 году
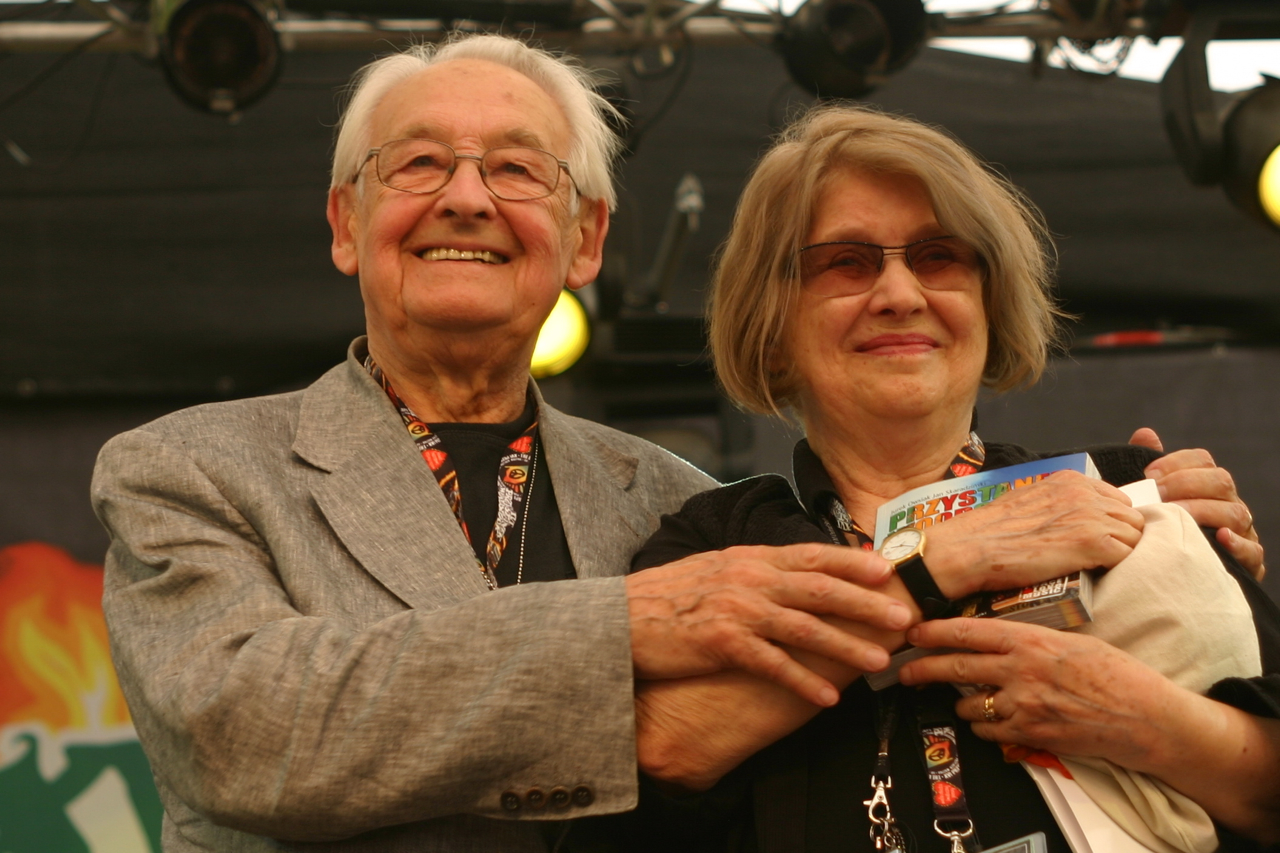
Анджей Вайда со своей женой на Польском Вудстоке в 2010 году
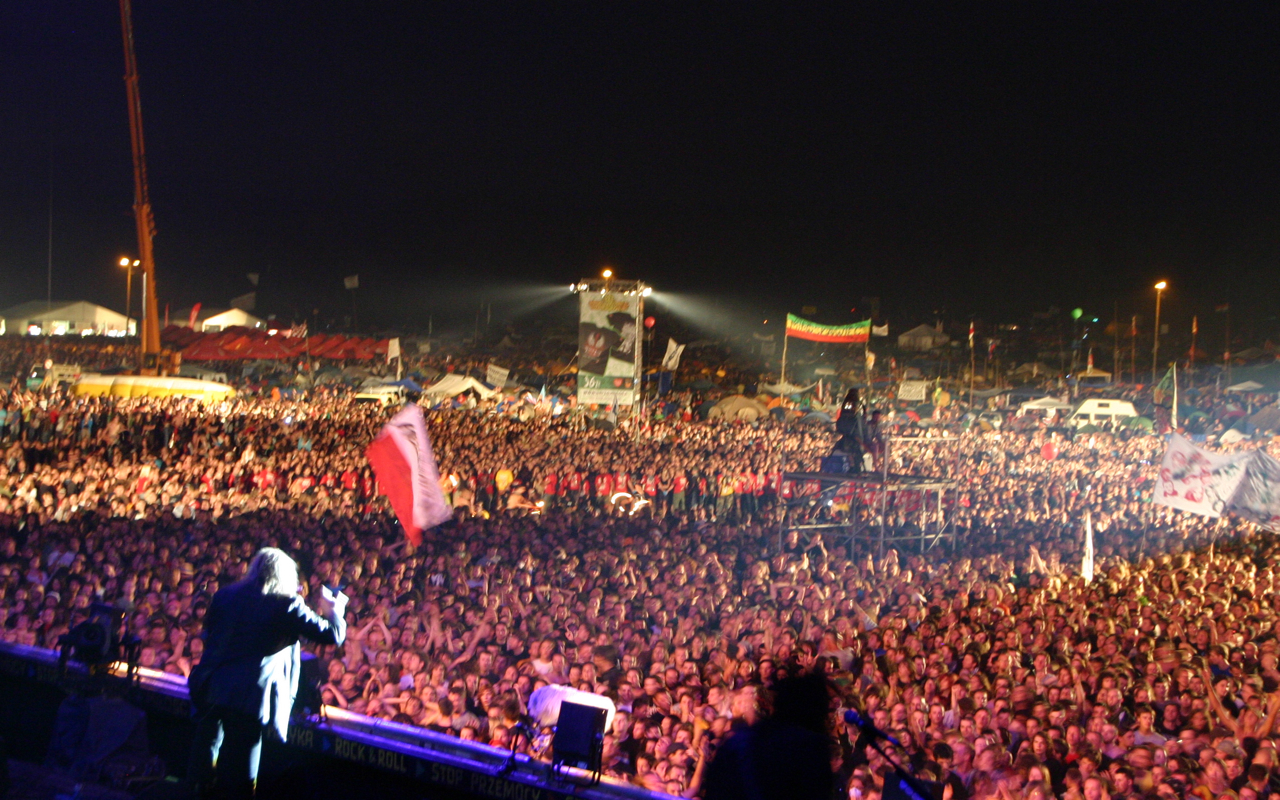
Польский Вудсток в 2011 году
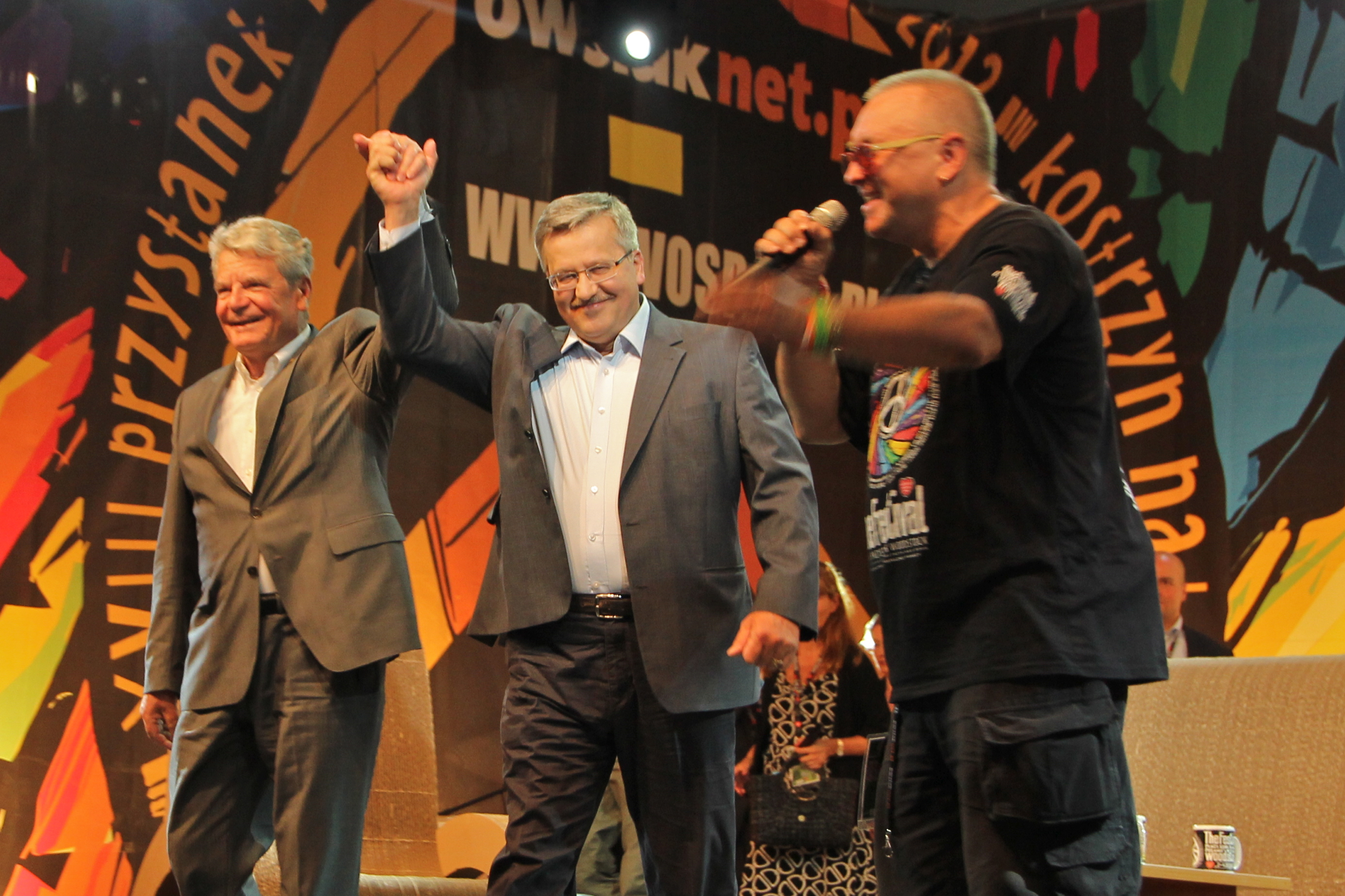
Президент Польши Бронислав Коморовский и президент Германии Йоахим Гаук в 2012 году